# Вересня
Вере́сня — село в Україні, у Поліській селищній територіальній громадіВишгородського району Київської області. 

## Історія
Згадки про Вересню зустрічаються у книзі Лаврентія Похилевича: "Сказания о населённых местностях Киевской губернии" (1864 р.):

«Вересня, при речке Вересне, в 5-ти верстах от Волчкова. Принадлежит отставному поручику Титу Васильевичу Ярошевичу. Жителей обоего пола 144; земли 926 десятин. Часть деревни, принадлежащая капитану Дмитрию Ивановичу Альферову, называется Альферовкой. В этой части жителей обоего пола 43.»
В офіційних документах XIX століття Вересня почергово мала статус слободи та селища, так як у населеному пункті не було власної церкви. За єпархіальним розкладом Вересня належала до парафії села Вовчків.
На початку XIX століття село належало представникам польського роду Олізарів та входило до Вовчківсько-Красятицького маєтку.
Під час Другого поділу Речі Посполитої у 1793 році село увійшло до складу Російської імперії.
У 1795 році у селі була вперше проведена ревізія. Її матеріали знаходяться у Державному архіві Київської області.
За часів Російської імперії село входило до Красятицької волості Радомишльського повіту Київської губернії.
XXI століття
До 2020 село було в Поліському районі. 
19 липня 2020 року, в результаті адміністративно-територіальної реформи та ліквідації Поліського району, село увійшло до складу новоутвореного Вишгородського району. 
З лютого по квітень 2022 року село було окуповане російськими військами внаслідок вторгнення Росії в Україну.

## Населення
На 2001 рік, 167 осіб.

## Генеалогічні джерела
Більшість письмових джерел, що можуть бути використані для дослідження родоводу жителів Вересні, знаходяться в Центральному державному історичному архіві України, м. Київ (ЦДІАК України) та Державному архіві Київської області (ДАКО). Серед них:
- метричні книги 1792-1920 (ЦДІАК України);
- сповідні розписи 1800-1866 (ЦДІАК України);
- ревізькі казки (ДАКО).